# Parson Drove
Parson Drove est une paroisse civile et un village du Cambridgeshire, en Angleterre.